# Océano de magma lunar

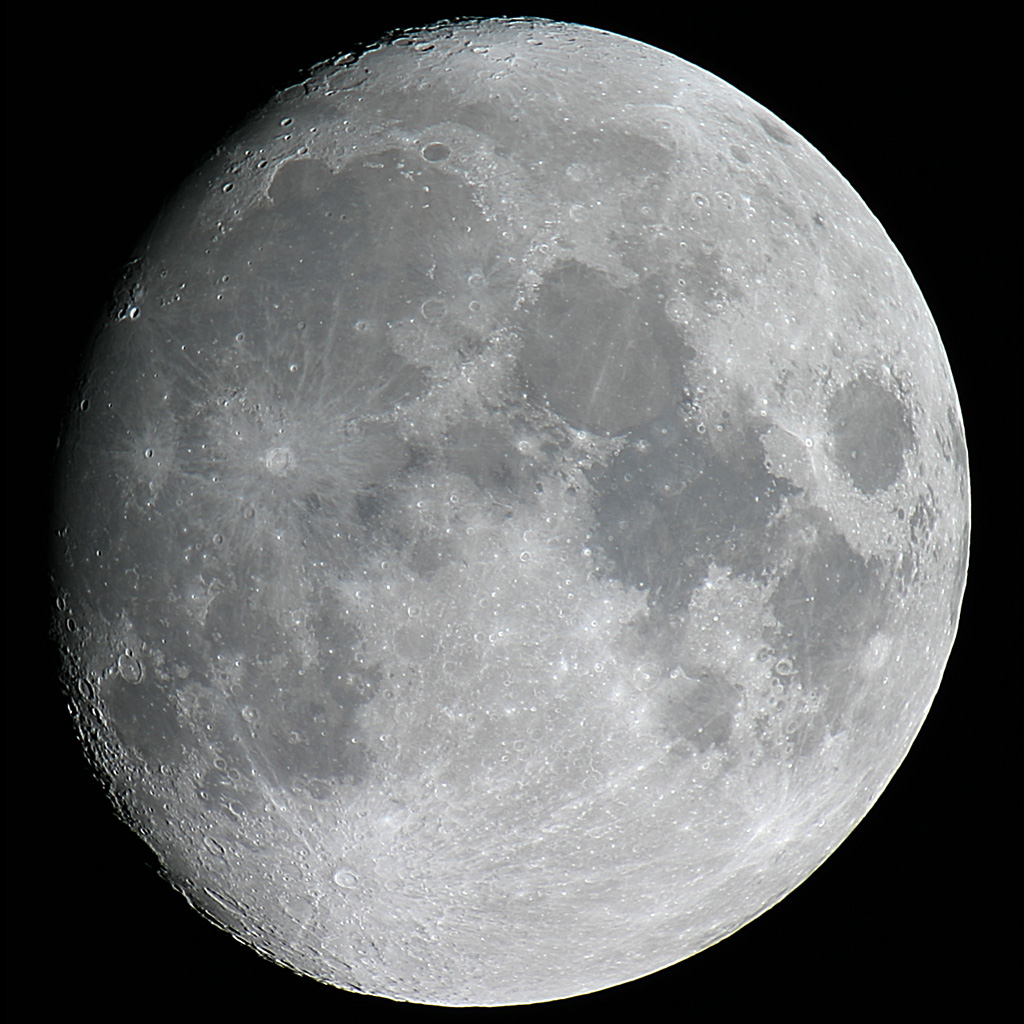
Océano de magma lunar

Según la hipótesis del gran impacto, la formación de la Luna liberó una gran cantidad de energía, implicando que una gran parte de la Luna estuvo una vez completamente fundida, formando un océano de magma lunar. Las evidencias de que existió dicho océano de magma provienen de la composición de la corteza de las tierras altas lunares, rica en anortosita, así como de la existencia de rocas con una concentración alta del componente geoquímico llamado KREEP.
Se han investigado las edades de formación y cristalización del océano de magma lunar estudiando isótopos de hafnio, tungsteno, samario, y neodimio. El océano de magma se formó aproximadamente 70 millones de años después de la formación del sistema solar, y la mayor parte del océano estaba cristalizándose unos 215 millones de años después (Brandon, 2007).